# Музей Сальвадора Дали (Сент-Питерсберг)
Музей Сальвадора Дали (англ. Salvador Dalí Museum; Сент-Питерсберг, штат Флорида, США) — американский музей, в котором собрана коллекция работ испанского художника Сальвадора Дали. В год музей посещают порядка 200 тысяч посетителей со всего мира.

## История
Вскоре после своей свадьбы в 1942 году супруги Альберт Рейнольдс Морс и Элеанор Риз Морс (англ. Albert Reynolds Morse & Eleanor Reese Morse) побывали на ретроспективной выставке работ Сальвадора Дали, которая проводилась в Кливлендском музее искусств. Заинтригованные и впечатлённые работами художника, супруги приобрели первые картины годом позже. С этой покупки началась 40-летняя дружба Альберта и Элеаноры с Сальвадором Дали. На протяжении всех этих лет супруги покровительствовали художнику и собрали всеобъемлющую коллекцию оригинальных работ Дали.
Уже в 1965 году в их собрании произведений насчитывалось более 200 работ. Вплоть до 1971 года супруги Морс выставляли свою коллекцию у себя дома в Кливленде, штат Огайо. В 1971 году они перенесли всю свою экспозицию в специально отведённое бывшее офисное здание в Бичвуде, штат Огайо. К концу десятилетия, в связи с всё возрастающим числом посетителей, было принято решение о переносе коллекции в новое место. На сей раз музей был открыт 10 марта 1982 года в центральной части города Сент-Питерсберга, штат Флорида.
В середине 2008 года было объявлено о новом месте расположения музея Дали. Новое здание было спроектировано Яном Веймутом из архитектурного бюро HOK и построено компанией The Beck Group под руководством тогдашнего генерального директора Генри К. Бека III. Расположенный на набережной в центре города рядом с театром Махаффи, на месте бывшего Bayfront Center (арены, которая была снесена в 2004 году), новый, более просторный и защищенный от штормов музей был открыт 11 января 2011 года. 
18 апреля 2012 года Флоридское отделение AIA включило здание в свой список «Архитектура Флориды: 100 лет. 100 мест».  

## Художественные произведения
В состав коллекции музея входят 96 масляных полотен, свыше 100 акварелей и рисунков Сальвадора Дали, 1300 графических произведений, фотографий, скульптур и художественных объектов, а также обширная архивная библиотека. Здесь же проводятся и временные экспозиции.